# Vista Alegre (Trujillo)
Vista Alegre es una localidad del distrito de Víctor Larco Herrera en la provincia de Trujillo ubicada en el departamento de La Libertad en el Norte del Perú.

## Población
Esta localidad costera ubicada aproximadamente a un kilómetro del mar se encuentra completamente urbanizada y actualmente para el año 2011 alberga una población de aproximadamente 10 000 habitantes. Esta localidad cuenta con una oficina sucursal de la RENIEC ubicada en la intersección de la Avenida Larco con el Jirón Ayacucho.

## Comercio
El Centro Comercial Santa Rosa ubicado en la zona central de la localidad, es actualmente el principal centro comercial de la localidad presentando diariamente gran movimiento comercial. A este centro comercial concurre diariamente gran cantidad de la población del distrito Víctor Larco debido a la comodidad de los precios de sus productos y a la gran cantidad de ofertas que presenta generalmente referidos a productos de alimentación y de consumo diario.

## Infraestructura
En el sector de educación existen numerosos colegios entre los cuales destacan el colegio Víctor Larco y el colegio Andrés Avelino Cáceres. En Salud esta localidad cuenta con el Hospital Distrital Vista Alegre inaugurado en julio de 2011 destinado para la atención de la población del distrito Víctor Larco Herrera. En el sector deporte la localidad cuenta con el Estadio Vista Alegre en el que se desarrolla el campeonato de la liga distrital de fútbol de Víctor Larco.
La Avenida Manuel Seoane es la principal vía de esta localidad la cual se extiende hasta la playa de Buenos Aires.

## Vías principales

### Avenidas principales
Algunas de las vías o avenidas más importantes de esta localidad son;
- Avenida Larco (Trujillo)

Toma su nombre del ilustre filántropo trujillano Víctor Larco Herrera, es una avenida importante en esta localidad del distrito así como también en la ciudad de Trujillo; por el norte de la localidad une a esta con el balneario de Buenos Aires y es de las más comerciales y visitadas; La avenida concentra diversos negocios e instituciones, a su paso también alberga residenciales.
- Avenida Manuel Seoane, se extiende desde la avenida Huamán y se prolonga hasta el balneario de Buenos Aires.

- Avenida Dos de mayo, nombre que toma en esta localidad la vía de evitamiento, antes denominada carretera industrial, es el límite hacia el oeste con el balneario de Buenos Aires.

- Avenida Huamán, toma su nombre del histórico y tradicional pueblo de Santiago de Huamán, donde nace esta avenida.

- José Faustino Sánchez Carrión, esta vía nace en la avenida Huamán y se prolonga hasta el océano Pacífico en el balneario de Buenos Aires.

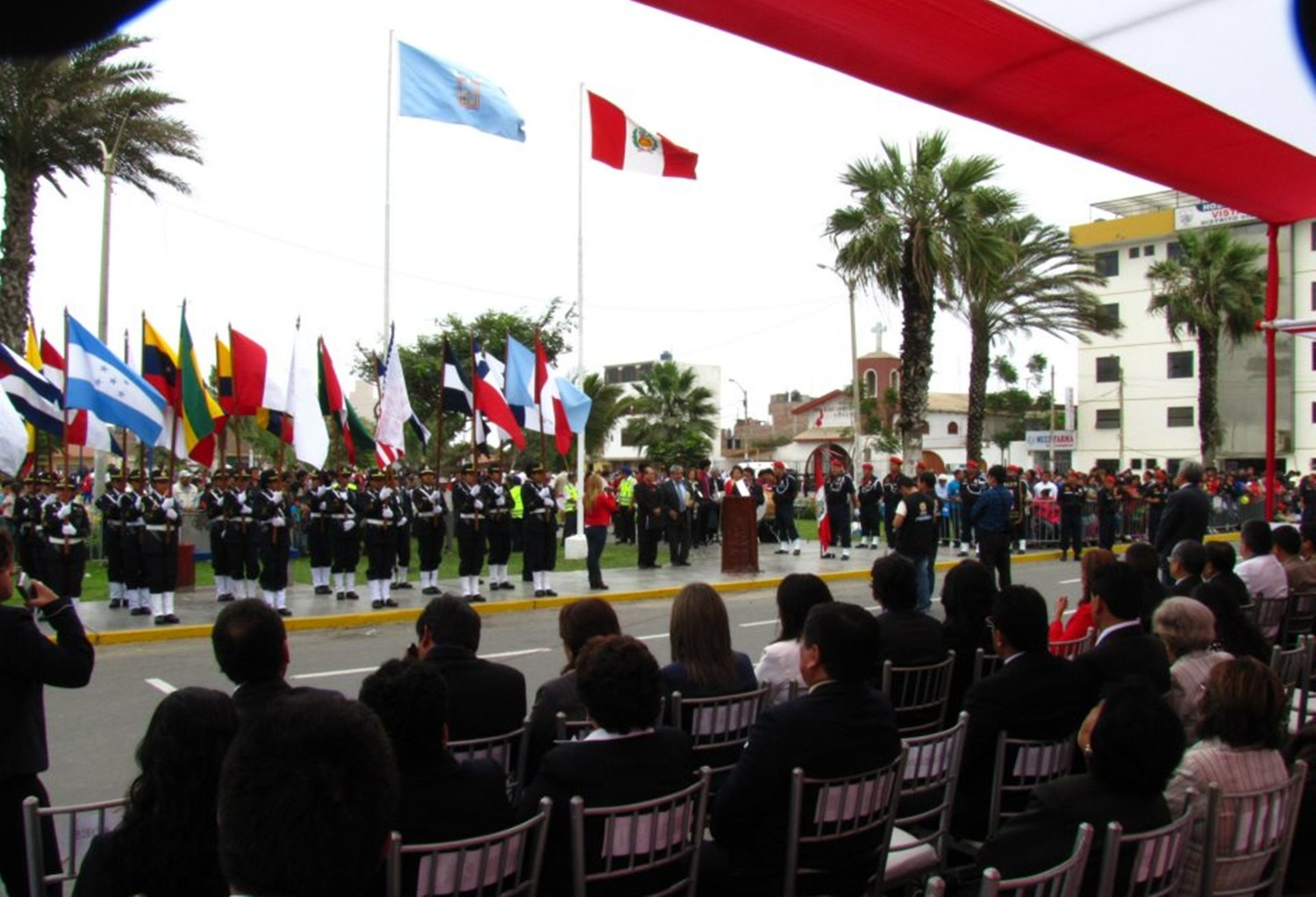
Ceremonia de celebración cívica con autoridades del distrito en la Plaza Mayor de Vista Alegre, en la parte superior se observa izada la bandera del distrito de Víctor Larco, junto a la bandera peruana

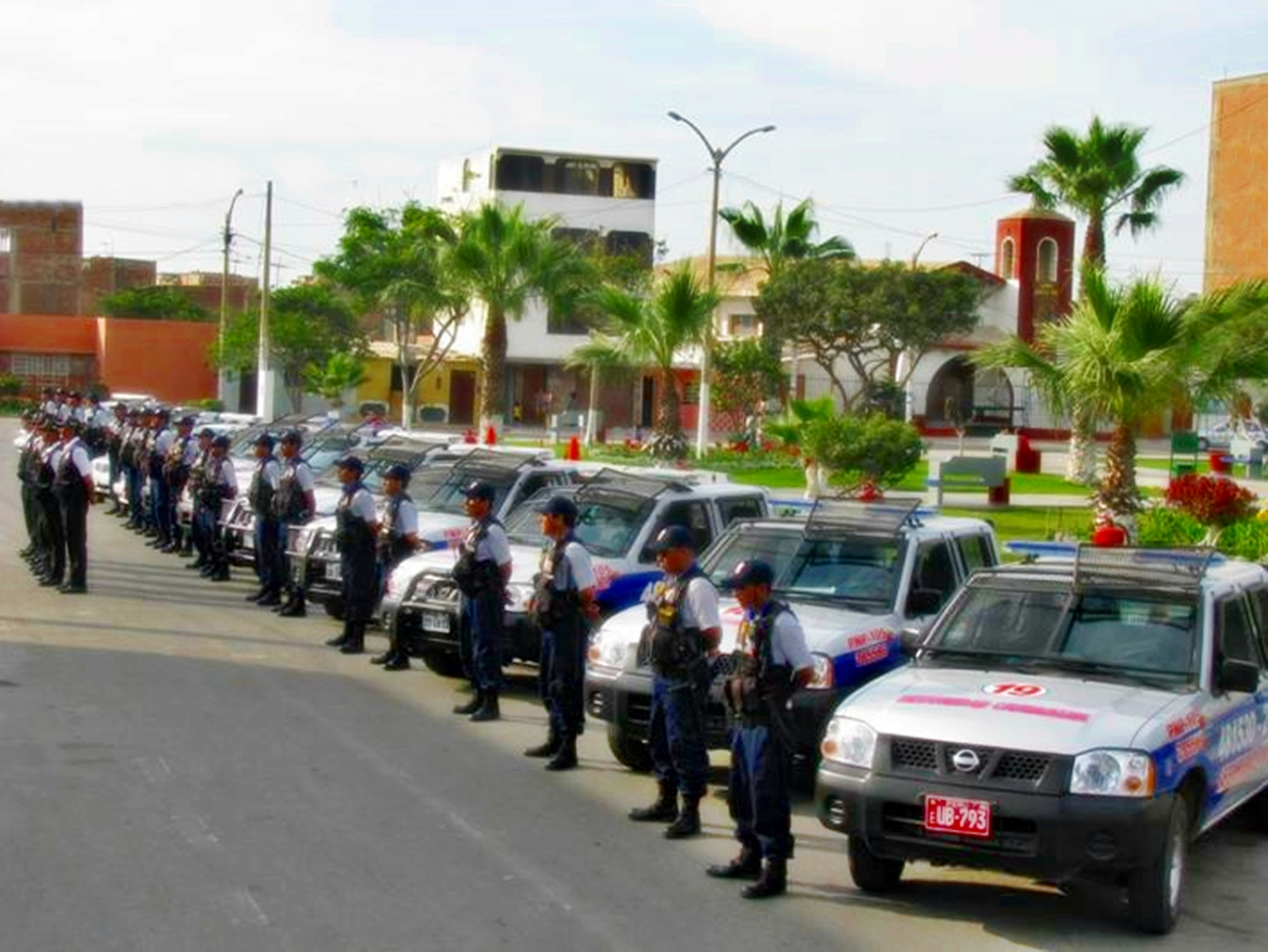
Base de Seguridad Ciudadana del distrito Victor Larco en la Plaza Principal de Vista Alegre

|  |  |

## Geografía
El Parque Central de Vista Alegre está ubicado en las coordenadas 79° 02' 53.61" longitud al oeste del Meridiano de Greenwich y 8° 8' 20.26" de latitud sur. En esta plaza central se encuentran ubicados La iglesia de Vista Alegre, el colegio Andrés Avelino Cáceres y el Hospital Distrital Vista Alegre. Por su cercanía al mar, a 1 km de la playa de Buenos Aires, la localidad de Vista Alegre presenta un clima templado en el día, frío y húmedo por las noches sin llegar a temperaturas extremas. En invierno la temperatura oscila entre 14 °C y 18 °C con un porcentaje de humedad entre 88% a 94%.

### Clima
En el siguiente cuadro se muestran algunas características climáticas:
| Parámetros climáticos promedio de Vista Alegre (2012-2013)                   | Parámetros climáticos promedio de Vista Alegre (2012-2013) | Parámetros climáticos promedio de Vista Alegre (2012-2013) | Parámetros climáticos promedio de Vista Alegre (2012-2013) | Parámetros climáticos promedio de Vista Alegre (2012-2013) | Parámetros climáticos promedio de Vista Alegre (2012-2013) | Parámetros climáticos promedio de Vista Alegre (2012-2013) | Parámetros climáticos promedio de Vista Alegre (2012-2013) | Parámetros climáticos promedio de Vista Alegre (2012-2013) | Parámetros climáticos promedio de Vista Alegre (2012-2013) | Parámetros climáticos promedio de Vista Alegre (2012-2013) | Parámetros climáticos promedio de Vista Alegre (2012-2013) | Parámetros climáticos promedio de Vista Alegre (2012-2013) | Parámetros climáticos promedio de Vista Alegre (2012-2013) |
| Mes                                                                          | Ene.                                                       | Feb.                                                       | Mar.                                                       | Abr.                                                       | May.                                                       | Jun.                                                       | Jul.                                                       | Ago.                                                       | Sep.                                                       | Oct.                                                       | Nov.                                                       | Dic.                                                       | Anual                                                      |
| ---------------------------------------------------------------------------- | ---------------------------------------------------------- | ---------------------------------------------------------- | ---------------------------------------------------------- | ---------------------------------------------------------- | ---------------------------------------------------------- | ---------------------------------------------------------- | ---------------------------------------------------------- | ---------------------------------------------------------- | ---------------------------------------------------------- | ---------------------------------------------------------- | ---------------------------------------------------------- | ---------------------------------------------------------- | ---------------------------------------------------------- |
| Temp. máx. media (°C)                                                        | 27.5                                                       | 28.0                                                       | 27.8                                                       | 26.3                                                       | 23.0                                                       | 19.8                                                       | 19.0                                                       | 19.0                                                       | 19.7                                                       | 21.5                                                       | 23.1                                                       | 25.3                                                       | 23.3                                                       |
| Temp. media (°C)                                                             | 23.0                                                       | 23.5                                                       | 23.2                                                       | 21.7                                                       | 19.3                                                       | 16.9                                                       | 16.3                                                       | 16.0                                                       | 16.6                                                       | 17.8                                                       | 19.3                                                       | 20.9                                                       | 19.5                                                       |
| Temp. mín. media (°C)                                                        | 18.5                                                       | 19.0                                                       | 18.5                                                       | 17.0                                                       | 15.5                                                       | 14.0                                                       | 13.5                                                       | 13.0                                                       | 13.5                                                       | 14.0                                                       | 15.5                                                       | 16.5                                                       | 15.7                                                       |
| Humedad relativa (%)                                                         | 89                                                         | 88                                                         | 89                                                         | 89                                                         | 89                                                         | 89                                                         | 89                                                         | 89                                                         | 90                                                         | 90                                                         | 89                                                         | 89                                                         | 89                                                         |
| Fuente: accuweather.com Humedad: % de Humedad relativa promedio en la mañana |                                                            |                                                            |                                                            |                                                            |                                                            |                                                            |                                                            |                                                            |                                                            |                                                            |                                                            |                                                            |                                                            |